# وایسوامپاخ
وایسوامپاخ (به لوکزامبورگی: Wäiswampech) یک شهرداری در شهر کلروو واقع در منطقه ایسلک (Éislek) در شمال کشور دوک‌نشین لوکزامبورگ است که ۳۵٫۲۵ کیلومترمربع مساحت دارد و جمعیت آن در سال ۲۰۱۱ میلادی ۱۳۵۰ نفر بوده‌است.

## بخش‌ها
این شهرداری ۱۱ بخش یا زیرمجموعه دارد که عبارتند از:
- بیلر (Beeler)
- بنزلت (Bënzelt)
- بریدلت (Breedelt)
- هولر (Holler)
- هولر میلن (Holler Millen)
- کلیمیلن (Kléimillen)
- لاوسدوئر (Lausduer)
- لینم (Leetem)
- روسمیلن (Rossmillen)
- وایسوامپاخ (Wäisswampech) مرکز
- وامپرتهارت (Wämperhaart)

## تاریخچه جمعیت
تاریخچه رشد جمعیت این شهرداری در جدول زیر آمده‌است:
| سال  | جمعیت |
| ---- | ----- |
| ۱۸۲۱ | ۱۰۴۳  |
| ۱۸۵۱ | ۱۵۰۳  |
| ۱۸۸۰ | ۱۶۱۳  |
| ۱۹۱۰ | ۱۵۶۷  |
| ۱۹۳۵ | ۱۴۳۰  |
| ۱۹۴۷ | ۱۲۹۰  |
| ۱۹۶۰ | ۱۰۹۳  |
| ۱۹۷۰ | ۹۸۴   |
| ۱۹۸۱ | ۸۸۲   |
| ۱۹۹۱ | ۹۷۶   |
| ۲۰۰۱ | ۱۱۵۲  |
| ۲۰۰۴ | ۱۲۰۹  |
| ۲۰۰۷ | ۱۲۲۰  |
| ۲۰۱۰ | ۱۳۳۱  |
| ۲۰۱۱ | ۱۳۵۰  |